# 沢田博
沢田 博（さわだ ひろし、1952年 - ）は、日本の翻訳家。

## 来歴
東京都生まれ。東京都立大学 (1949-2011)人文学科卒、1977年、東京大学新聞研究所修了。1976年ベースボール・マガジン社の編集者、1983年『図書新聞』編集長、フリーをへて、1985年TBSブリタニカ勤務、「ニューズウィーク日本版」を編集、1992年編集長、1996年「エスクァイア日本版」編集長、「ニューズウィーク日本版」編集顧問、翻訳学校ユニカレッジ代表取締役。

## 著書
- 『ジャーナリズム翻訳入門 雑誌記事の読み方と訳し方』バベル・プレス 1989
- 『ラクしてマスター!インターネットの英語』講談社 1996
- 『キーワードで読む ジャパンタイムズ・ニュースダイジェスト 2012→2013』執筆・監修 ジャパンタイムズ 2012

### 翻訳
- フォスター・ハーシュ『ウディ・アレンの世界 愛と性と死そして人生の意味』堤雅久共訳 CBS・ソニー出版 1982
- V.セミョーノフ『壊滅!!バルチック艦隊 日本海海戦の回想』恒文社 1982
- シュヴァルツ編『死んだ男の手首』渡辺節子共訳著 ポプラ社文庫 怪奇・推理シリーズ　1987
- シュヴァルツ編『だれかが墓地からやってくる』渡辺節子共訳著 ポプラ社文庫 怪奇・推理シリーズ　1987
- ロジャー・マーチ『国際ビジネス交渉のテクニック』加藤洋子共訳 ジャパンタイムズ 1988
- リック・ウォルフ『コーチボックスから見た部下掌握術 勝つための野球心理学』ティビーエス・ブリタニカ 1988
- ピート・ハミル『イラショナル・レイビングス ピート・ハミル/ジャーナリズム60’s』青木書店 1989
- トム・フォレスター『情報技術革命 日米欧のハイテク最前線』日本ソフトバンク 1989
- ジャック・マッキーバー・ウエザーフォード『ファーストフード・ラブ 都会人の性の飢えと渇き』広済堂出版 1989
- エリック・クラーク『欲望の仕掛人 広告業界でいま何が起こっているのか』監訳 ティビーエス・ブリタニカ 1991
- ジェームズ・P.ウォマック 他『リーン生産方式が、世界の自動車産業をこう変える。 最強の日本車メーカーを欧米が追い越す日』経済界 1991
- ウラジーミル・ポズナー『幻想からの決別 ニューヨーク育ちのロシア人ジャーナリストの回想』古草秀子共訳 時事通信社 1992
- 『ニューヨーク・コラムシャワー ジミー・ブレズリンの世界』青木書店 1992
- フィリップ・グロウチェビッチ『ドイツビジネスは死なず 混迷の時代に挑む男たちの最前線』経済界 1993
- エドワード・ミラー『オレンジ計画 アメリカの対日侵攻50年戦略』新潮社 1994
- グウェン・キンキード『チャイナタウン』橋本恵共訳 時事通信社 1994
- ゲイ・タリーズ『名もなき人々の街 ニューヨーク<パート1>』青木書店 1994
- ジョナサン・ビーティー,S.C.グウィン『犯罪銀行BCCI 史上最大の金融スキャンダルを追え!』橋本恵共訳 ジャパンタイムズ 1994
- ゲイ・タリーズ『有名と無名 ニューヨーク<パート3>』青木書店 1995
- サイモン・モウアー『ローマ郊外四季物語』橋本恵共訳 講談社 1995
- ディーパック・チョプラ『エイジレス革命 永遠の若さを生きる』伊藤和子共訳 講談社 1997
- 「タイム」編集部 『「タイム」誌が見た新しい日本』共訳 プレジデント社 1997
- フランク・ライアン『ウイルスX 人類との果てしなき攻防』古草秀子共訳 角川書店 1998
- ピーター・マクラフリン『キャッチファイア 人生を変える7つの法則』ティビーエス・ブリタニカ 1998
- 「タイム」編集部『「タイム」誌が見た日本の50年』プレジデント社 1998
- ニューズウィークインク『「ニューズウィーク」で読む日本経済』編訳 講談社インターナショナル 1999
- ラリー・P.グッドソン『アフガニスタン 終わりなき争乱の国』原書房 2001
- ミッチ・フランク『同時多発テロがわかる11のQ&A』共訳 原書房 2002
- ジョージ・フェザリング『世界暗殺者事典』原書房 2003
- クリス・クロウリー,ヘンリー・ロッジ『若返る人 50歳のまま、80歳、それ以上を迎える』佐野恵美子共訳 エクスナレッジ 2005
- マルコム・グラッドウェル『第1感 「最初の2秒」の「なんとなく」が正しい』阿部尚美共訳 光文社 2006
- クリス・クロウリー,ヘンリー・ロッジ『若返る女性 50歳からのパワフル、ヘルシー、セクシー』佐野恵美子共訳 エクスナレッジ 2006
- シンハ・ヤコボビッチ,チャールズ・ペルグリーノ『キリストの棺 世界を震撼させた新発見の全貌』イースト・プレス 2007　のち文庫ぎんが堂
- ディーパック・チョプラ『チョプラ博士の老いない「奇跡」 「意識パワー」で永遠の若さを生きる』伊藤和子共訳 講談社 2007
- テツオ・ナジタ『Doing思想史』平野克弥編訳 三橋修,笠井昭文共訳 みすず書房 2008
- ルイス・ジャンピエトリ著 ビル・サリスベリ,ロレーナ・アウセジョ共著『日本大使公邸襲撃事件 占拠126日と最後の41秒間』イースト・プレス 2009
- デビー・ネイサン『1冊で知るポルノ』原書房 2010
- ヘンリー・ポラック『地球の「最期」を予測する 2030年・気候危機という名の科学的真実』イースト・プレス 2010
- リチャード・ブランソン『宙(そら)へ挑む』アルファポリス 2011

## 参考
- 『現代日本人名録』2002年